# Ctiboř (okres Benešov)
Obec Ctiboř se nachází v okrese Benešov, kraj Středočeský, asi 3 km severně od města Vlašim. Žije zde 170 obyvatel. Součástí obce je i vesnice Hrádek, celá obec leží na katastrálním území Ctiboř.

## Historie
První písemná zmínka o obci pochází z roku 1408.

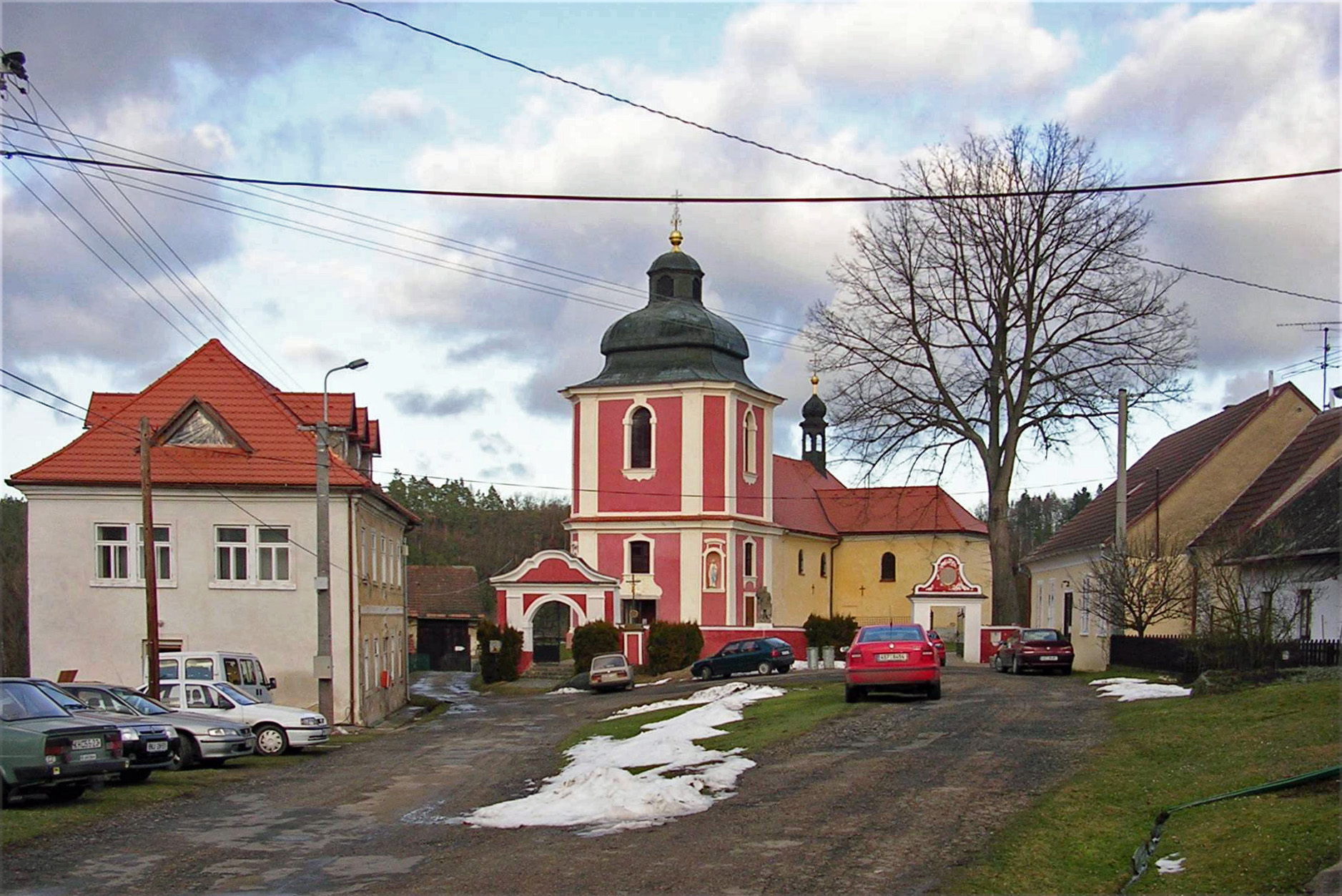
Hrádek u Vlašimi, náves s kostelem svatého Matouše.

### Územněsprávní začlenění
Dějiny územněsprávního začleňování zahrnují období od roku 1850 do současnosti. V chronologickém přehledu je uvedena územně administrativní příslušnost obce v roce, kdy ke změně došlo:
- 1850 země česká, kraj České Budějovice, politický okres Benešov, soudní okres Vlašim[4]
- 1855 země česká, kraj Tábor, soudní okres Vlašim
- 1868 země česká, politický okres Benešov, soudní okres Vlašim
- 1937 země česká, politický i soudní okres Vlašim[5]
- 1939 země česká, Oberlandrat Německý Brod, politický i soudní okres Vlašim[6]
- 1942 země česká, Oberlandrat Praha, politický okres Benešov, soudní okres Vlašim[7]
- 1945 země česká, správní i soudní okres Vlašim[8]
- 1949 Pražský kraj, okres Vlašim[9]
- 1960 Středočeský kraj, okres Benešov
- 2003 Středočeský kraj, okres Benešov, obec s rozšířenou působností Vlašim

### Rok 1932
V obci Ctiboř (přísl. Hrádek, 220 obyvatel, katol. kostel) byly v roce 1932 evidovány tyto živnosti a obchody: 2 hostince, kovář, 2 mlýny, rolník.

## Doprava
Dopravní síť
- Pozemní komunikace – Do obce vedou silnice III. třídy.

- Železnice – Železniční trať ani stanice na území obce nejsou.

Veřejná doprava 2012
- Autobusová doprava – V obci zastavovala autobusová linka Vlašim-Český Šternberk (v pracovních dnech 5 spojů, o víkendu 2 spoje) (dopravce ČSAD Benešov, a. s.).

## Turistika
- Cyklistika – Obcí vedou cyklotrasy č. 101 Český Šternberk - Ctiboř - Vlašim - Louňovice pod Blaníkem a č. 8175 Vlašim - Hrádek - Ctiboř - Nad Domašínem - Vlašim.

## Galerie

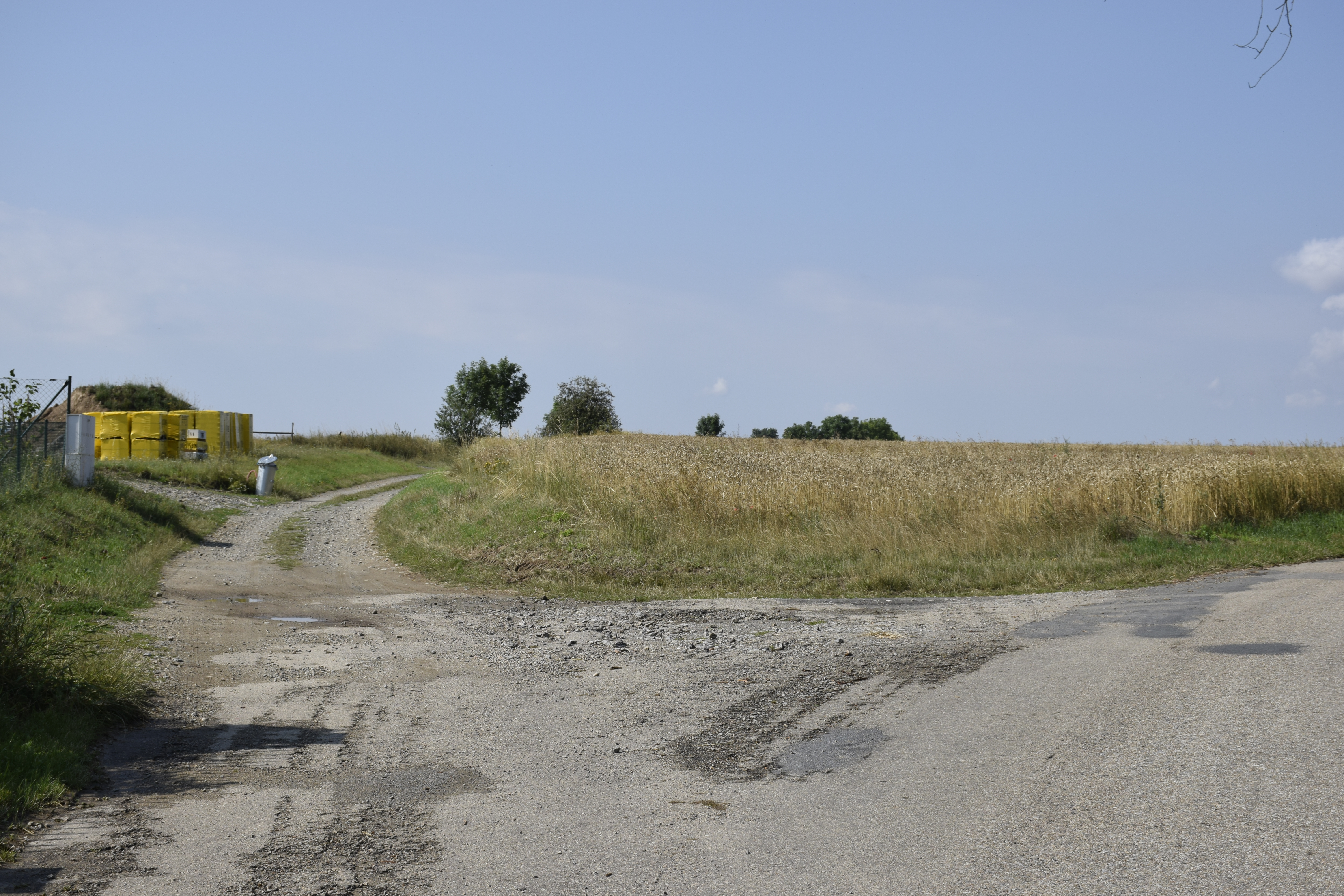
Pole
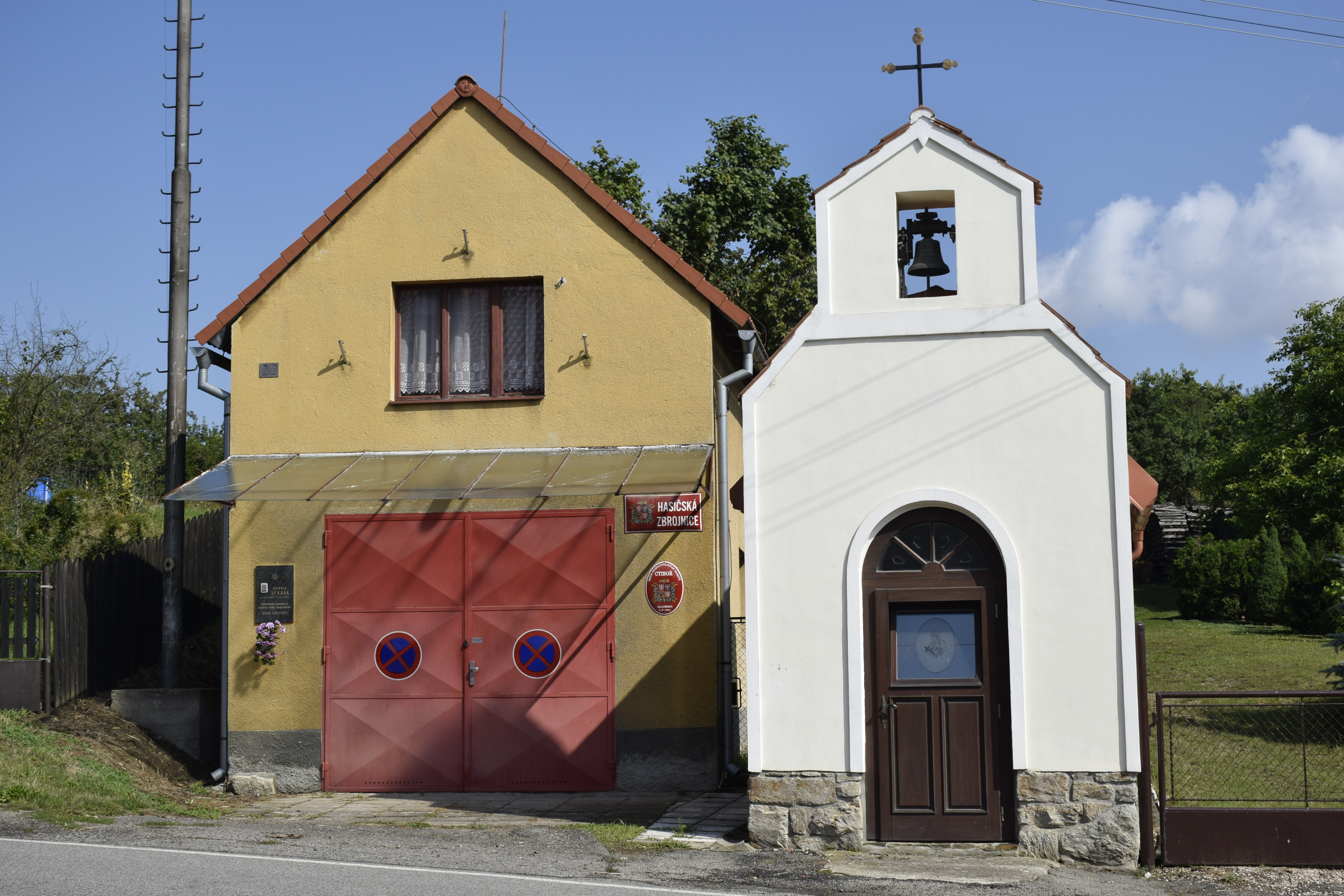
Požární zbrojnice a kaplička
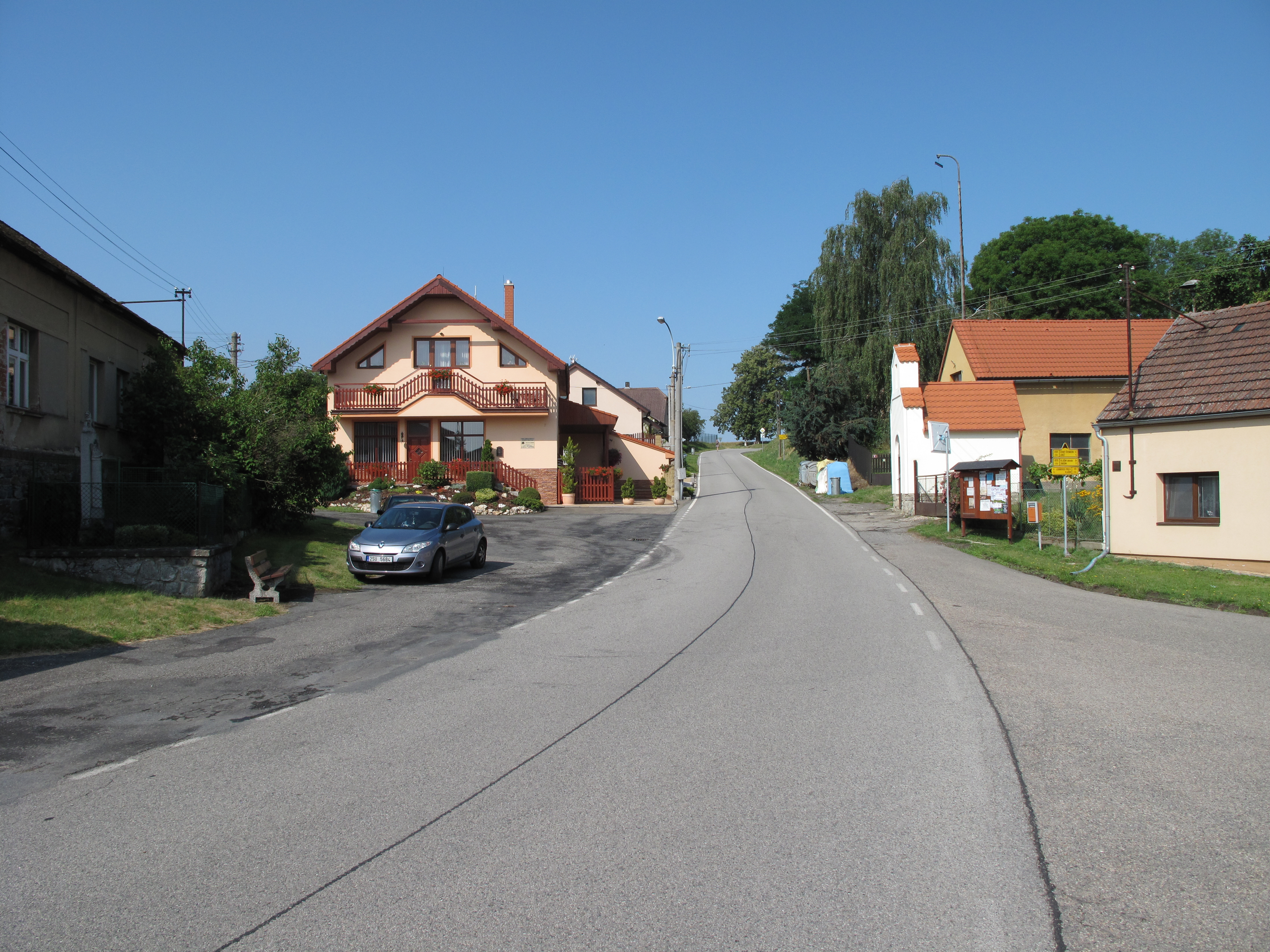
Náves